# Lumeneo Smera

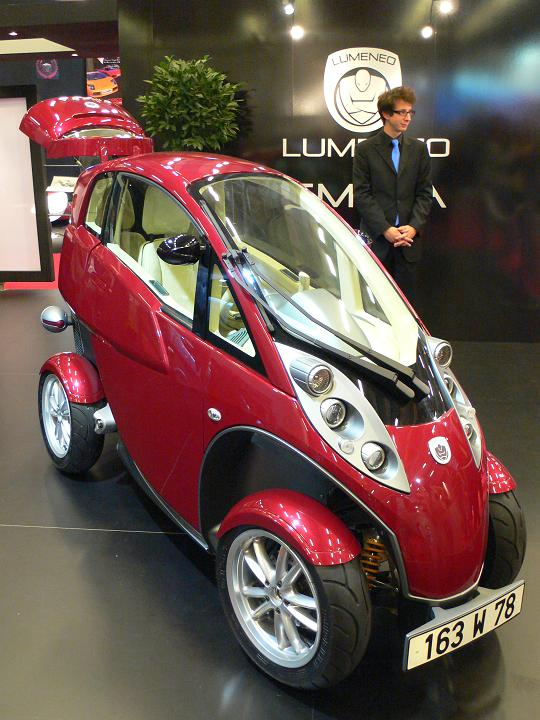
La Lumeno Smera au Mondial de l'automobile de Paris 2008.

La Lumeno Smera est une voiture électrique qui avait été développée par le constructeur automobile français Lumeneo, basé dans les Yvelines en Île-de-France.

## Entreprise
Créé en juin 2006, Lumeneo est le fruit d'un travail de plusieurs années de conceptualisation fondée sur un concept clairement défini pour répondre aux besoins des citadins en mobilité urbaine.
Des origines à mi-2009, ce sont 2 336 000 euros qui ont été investis dans le capital de cette société. Début juillet 2009, l'entreprise annonçait l'ouverture de son capital à de nouveaux investisseurs pour accompagner le lancement industriel et commercial de la Smera. Le montant global représente 1,6 million d'euros. Eco-Mobilité Partenaires, le fonds d’investissement de la SNCF au service de la mobilité durable, est le principal intervenant.
L'entreprise est cependant tombée en faillite mi-2013.
Jean-Michel Ritter avec la société Ora, a comme projet de construire une usine de montage de véhicules électriques à Sélestat (Alsace). 4H Holding qu’il préside, fonds d’investissement dont l’actionnaire principal est son ami émirati, le cheikh Hamad ben Hamdane Al Nahyane (De la famille royale des Emirats Arabes Unis), a ainsi racheté les outils de conception et de production, ainsi que les brevets du constructeur français Lumeneo, placé en liquidation judiciaire à l’automne 2013.

## La Smera
Après la présentation de son prototype aux salons de Genève et de Paris en 2008, le modèle de série de la Lumeneo Smera, une voiture électrique très compacte, a été présenté au Salon international de Genève 2010. Avec deux sièges en ligne (1+1), cette petite voiture citadine de 86 cm de large s'incline dans les virages jusqu'à 20° en fonction de la vitesse, de la qualité de la route et de l'angle de la courbe, entre autres.
Un pack de batteries lithium et deux moteurs de 20 ch chacun lui confèrent une vitesse maximum de 110 km/h et une autonomie de 100 km. La technologie de cette voiture se trouve dans son moteur brushless à aimant permanent. La Smera est un véhicule à part entière et de ce fait se conduit avec un permis B.

### Dimensions
- Nombres de portes / places : 2 / 1+1
- Longueur / largeur / hauteur : 2 500 / 860 / 1 480 mm
- Capacité du coffre avec 1 personne : 150 dm3
- Capacité du coffre avec 2 personnes : 15 dm3

### Motorisation
- Puissance max : 30 kW / 40 ch
- Tension max : 144 V
- Capacité batterie : 10 kWh
- Masse batterie : 80 kg

### Recharge et batterie
La Smera a un chargeur intégré, la recharge peut donc être faite sur n'importe quelle prise électrique domestique. En 15 minutes, la voiture est assez rechargée pour effectuer 10 km.
Après 6 à 8 ans d'usage dans une voiture, les batteries lithium seront réutilisables pour une utilisation moins exigeante en stockage fixe. Elles remplaceront progressivement les batteries au plomb dans de nombreux équipements et auront ainsi plusieurs vies avant d'être recyclées.

### Performances et autonomie
- Vitesse maximum : 110 km/h
- Accélération 0-100 km/h : 8 s
- Autonomie : 100 km

### Couleurs
Rouge, gris, noir, blanc, bleu. 